# 結婚執照 (油畫)

諾曼·洛克威爾創作的《結婚執照》，116×108cm

《結婚執照》（英語：Marriage License）是美國插畫家諾曼·洛克威爾為《星期六晚郵報》的1955年6月11日版封面所創作的油畫，描繪一對年輕男女在政府大樓裏填寫結婚執照，前方有個看起來很無聊的職員。男生穿著深褐色西裝，手臂摟著身穿黃色連衣裙的伴侶，房間裏的家具都比較昏暗，只有這對情侶被旁邊的窗戶照亮。情侶和職員的對比點出洛克威爾作品中兩個反覆出現的主題：年輕人愛情和平凡生活。
洛克威爾長期以來都用自己居住的城鎮市民來作為作品的模特，所以參考了當地店主傑森·布拉曼、麻薩諸塞州斯托克布里奇本地人瓊·拉哈特，及她的未婚夫弗朗西斯·馬赫尼的照片。瓊是在瑪莉·洛克威爾接受治療的奧斯丁·里格斯中心做護士的姐姐佩吉推薦去做。拍攝過程中，布拉曼被拍到的姿勢與洛克威爾設想得相比更自然且更冷漠，所以他十分喜歡，並採用在作品中。
《結婚執照》在《星期六晚郵報》出場後便受到稱讚，甚至被譽為洛克威爾最好的作品，更就他對明暗的處理被拿來與约翰尼斯·維梅爾的畫作相提並論。畫作目前藏於諾曼·洛克威爾博物館，並且在1955年、1972年和1999年的主要展覽展出。2004年，《瘋狂》出版理察·威廉姆斯的仿作《如果諾曼·洛克威爾畫出21世紀》，利用《結婚執照》來探討同性婚姻如何質疑婚姻的意義和政府的角色。

## 畫作內容

《結婚執照》中簽表的情侶與職員的臉部表情

布面油畫《結婚執照》長116厘米，寬108厘米。畫面背景是昏暗的市政廳辦公室，裏面擺滿了書架，地面有個黃銅痰盂，旁邊散落著煙蒂。畫作中間，一對年輕情侶站在翻蓋書桌前填著結婚執照申請表，男生穿著深褐色西裝，手臂保護性地摟著未婚妻；女生則身穿黃色連衣裙和高跟鞋，但需要踮腳簽署文件。光線從打開的窗戶照射在情侶的臉上。
身穿背心打領結的老人坐在桌子後，看起來很無聊，鞋子套著橡膠套鞋，有隻貓靠在他的椅子旁邊。職員筋疲力盡的神情跟興奮的情侶形成鮮明對比。職員身後的窗台上有株引入注目的紅色天竺葵。書架頂上是面展開的美國國旗，諾曼·洛克威爾博物館認為這代表了情侶是一天快結束時才來。背景日曆顯示的日期是1955年6月11日，也是這幅畫登上《星期六晚郵報》封面的日期。

### 主題
《結婚執照》點出洛克威爾作品中兩個反覆出現的主題：年輕人愛情和平凡時刻。年輕人愛情是洛克威爾藝術生涯中廣泛探索的主題，像畫作《校內運動員》（The Letterman）、《小女孩在火車上觀察戀人》、《約會前》（Before the Date）和《大學俱樂部》（The University Club）。《結婚執照》是他為數不多直接關於後二戰主題的作品。興奮的年輕情侶和冷漠的職員並列在一起渲染出主題，根據觀看畫作桌子的一側，描繪出的日子要不平淡無奇，要不意義非凡。洛克威爾在作品中常用的工具是捕捉日常活動而非正式時刻的決定，因此《結婚執照》之所以存在老幼、無聊與興奮的對比，是因為洛克威爾選擇平凡且私人的結婚執照簽署時刻，而不是公開婚禮。

### 參考模特

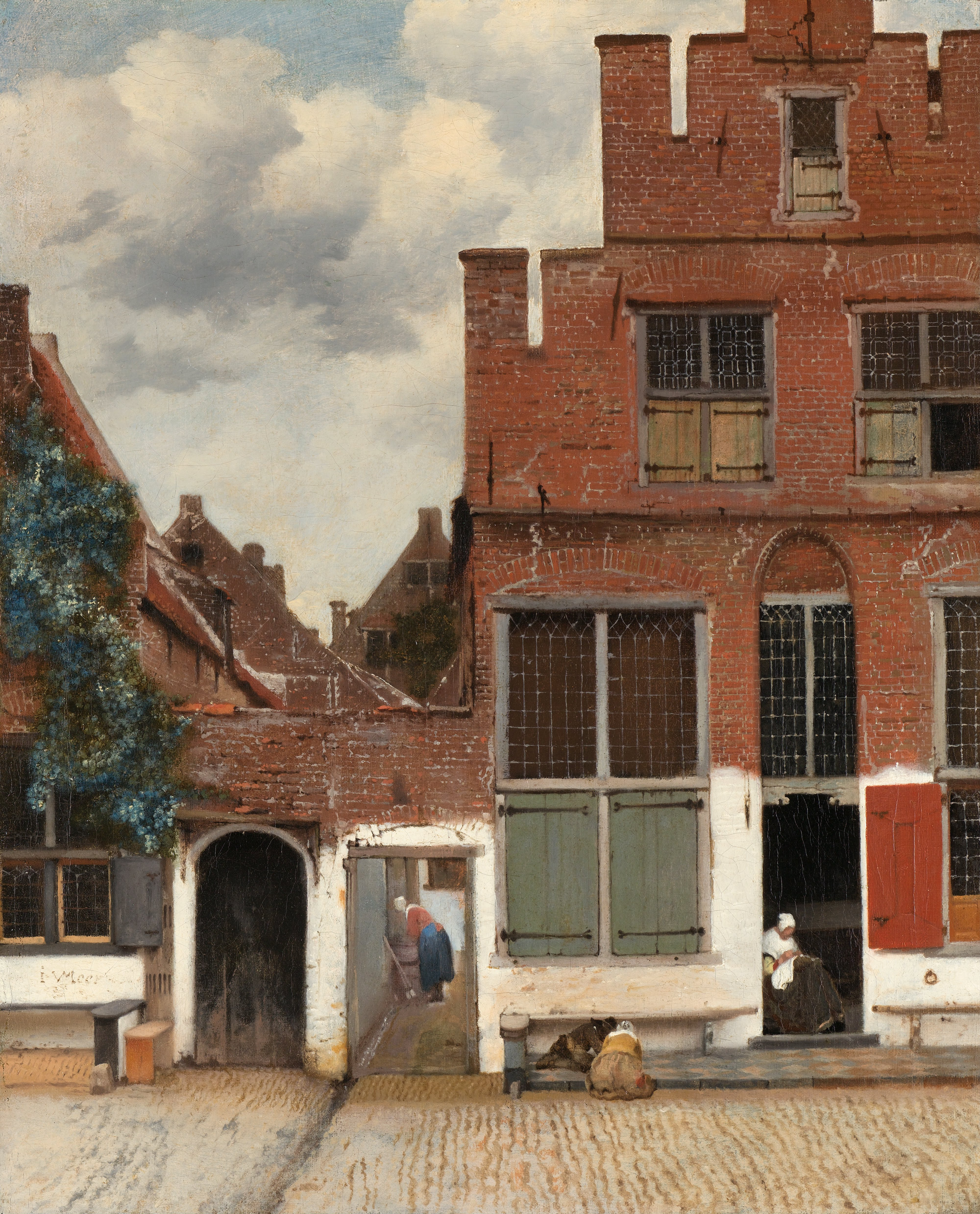
約翰尼斯·維梅爾於1657至1658年左右創作的《小街》

### 後續

理察·威廉姆斯於2004年創作的《如果諾曼·洛克威爾畫出21世紀》

## 創作